# 동희영
동희영(董熙英, 1980년 12월 18일 ~)은 대한민국의 정치인이다.

## 학력
- 고려대학교 교육대학원 지구과학교육학 석사

## 경력
- 임종성 국회의원실 보좌관
- 더불어민주당 교육특별위원회 부위원장
- 2018.07 ~ 2022.06: 제8대 경기도 광주시의회 의원
- 2022.10 ~ : 더불어민주당 경기도당 대변인

## 역대 선거 결과
|  | 20.78% |

|  | 46.11% |